# Lafayette (Ohio)
Lafayette és una població dels Estats Units a l'estat d'Ohio. Segons el cens del 2000 tenia 304 habitants.

## Demografia
Segons el cens del 2000, Lafayette tenia 304 habitants, 118 habitatges, i 86 famílies. La densitat de població era de 586,9 habitants/km².
Dels 118 habitatges en un 38,1% hi vivien nens de menys de 18 anys, en un 58,5% hi vivien parelles casades, en un 9,3% dones solteres, i en un 26,3% no eren unitats familiars. En el 23,7% dels habitatges hi vivien persones soles el 14,4% de les quals corresponia a persones de 65 anys o més que vivien soles. El nombre mitjà de persones vivint en cada habitatge era de 2,58 i el nombre mitjà de persones que vivien en cada família era de 3,06.
Per edats la població es repartia de la següent manera: un 26,6% tenia menys de 18 anys, un 8,9% entre 18 i 24, un 32,2% entre 25 i 44, un 17,8% de 45 a 60 i un 14,5% 65 anys o més.
L'edat mediana era de 35 anys. Per cada 100 dones de 18 o més anys hi havia 82,8 homes.
La renda mediana per habitatge era de 41.250 $ i la renda mediana per família de 47.969 $. Els homes tenien una renda mediana de 44.821 $ mentre que les dones 19.375 $. La renda per capita de la població era de 17.822 $. Aproximadament el 3,7% de les famílies i el 3,5% de la població estaven per davall del llindar de pobresa.

## Poblacions més properes
El següent diagrama mostra les poblacions més properes.